# Устржицкий, Андрей Викентий
Андрей (Енджей) Викентий Устржицкий (пол. Andrzej (Jędrzej) Wincenty Ustrzycki, лат. Andreas Vincentius Ustricius) (сер. XVII в., Вонигово (пол. Unichowie) — 1710) — польский поэт и переводчик.

## Биография
Родился в Вонигово в середине XVII века. Происходил из знатной семьи, носящей герб клана Пржестржал). Его отцом был кастелян Пшемысля Николай Устржицкий (умер в 1693 г.), а матерью — Анна (в девичестве — Bireckiej, затем — Устржицкая, Оссолинская, умерла после 1703 года).
На протяжении многих лет он путешествовал по южной Европе, вероятно, учился в Италии. Очень хорошо знал язык и литературу Древнего Рима, Италии и Франции. Он был пастором собора Пшемысля, с 1685 занимал там же должность каноника. Как монах-бенедиктинец, около 1708 г. он поступил в Костёл Святого Креста и, предположительно, был настоятелем цистерцианского аббатства в Могильно. Умер в 1710 году.

## Труды
Находясь в Риме, выступил с речью на латыни «Verus in Monstra Alcides Divus Casimirus Poloniarum princeps» (опубликована в 1685 году). На польском языке он издал свой сборник переводов «Troista historia, to jest Prozerpina, Faeton, Achilles z innymi drobniejszymi edycjami» (Краков, 1700 год; 1 издание — «Proserpina z łacińskiego wierszem przełożona», Варшава, 1689; 4 издание вышло в 1772 году).
Основной работой Устржицкого является эпическая поэма на латыни «Sobesciados seu de laudibus Joannis Magni Regis Poloniarum invictissimi…» (Венеция, 1676 г.), также известная как «Собесциада». Она насчитывает 4000 строк, написана гекзаметром и разделена на пять книг, которые последовательно описывают:
1. Жизнь Яна Собеского до Хотинской битвы 1673 года и историю его предков;
2. Избрание Собеского королём и первые годы правления;
3. Коронацию, и, в общих чертах, историю Польши;
4. Празднование в честь коронации, посольство от цесаря (австрийского императора) и приход поляков на конференцию для заключения союза;
5. Подготовку христиан к войне с турками, и, наконец, победу под Веной в 1683 году.

Главный герой, Ян Собеский, представлен в поэме как Божий избранник, который действует во имя Его для защиты христианства. «Собесциада» подражает в первую очередь поэме «Фарсалия» римского поэта Лукана. Её стиль является естественным и привлекательным, содержит превосходные описания природы. Он относится к самым выдающимся литературным произведениям посвященным Яну Собескому. Напоминает польский национальный эпос. Благодаря поэме Устржицкий приобрел известность не только в Польше, но и в Европе.
Устржицкий также является автором истории крестовых походов — «Historyja o krucyjatach na wyzwolenie ziemi Świętej» (Краков, 1707 г.) и истории «ереси иконоборцев» — «Historyja o herezyi obrazoborców i przeniesieniu państwa Rzyinskiege do Francuzów» (Краков, 1717 год).